# Болест
Болест (лат. morbus) се може дефинисати на разне начине. Према једном мишљењу, то је свако одступање од стања здравља и има своје карактеристичне симптоме и захвата цео организам или је ограничен на поједине органе. Постоји и дефиниција да је болест поремећај нормалних, физиолошких збивања у организму под утицајем различитих штетних чинилаца или пак да је болест поремећај грађе и функције ћелија разних ткива, органа и органских система. Најједноставније и можда најприхватљивије је гледиште по којем је болест термин који означава сва збивања у организму која одступају од природног тока живота.
Болести се могу поделити на наследне, урођене и стечене. Наследне су оне болести које се наслеђују од родитеља или ранијих предака, а преносе се путем хромозома. Примери ових болести су хемофилија (која се од мајке преноси на мушку децу), хиперхолестеролемија, хромозомопатија и сл. Урођене болести настају за време трудноће под утицајем различитих штетних фактора. Овде се убрајају урођене срчане мане, урођене аномалије и малформације, урођене анемије итд. Стечене болести се развијају током живота појединца, од рођења до смрти. Узроци њиховог настанка су многобројни и разнолики, а многи од њих ни до данас нису откривени. У познате узрочнике се убрајају физички агенси (топлота, хладноћа, јонизујуће и магнетно зрачење, механичке силе, електрицитет), хемијски фактори (киселине, базе, отрови, тешки метали, инсектициди, детерџенти, лекови), биолошки узрочници (бактерије, вируси, паразити, гљивице), неправилна исхрана, стрес и психички доживљаји и многи други. Болести које настају као последица неправилног узимања лекова или њихових пропратних и нежељених дејстава називају се јатрогене болести (грч. iatros = лекар).
Чиниоци који су повезани са настанком неког обољења, односно који нису непосредни узрочници болести али су у позитивној корелацији са њеним настанком, развојем и појавом компликација, називају се фактори ризика. На пример, фактори ризика за срчана обољења су гојазност, повишен крвни притисак, пушење, стрес, шећерна болест и др. Идентификација легитимних фактора ризика може резултирати корисним превентивним мерама, као што је мотивисање особе да добије здраво количину физичке вежбе.
Медицинска дисциплина која проучава узроке болести назива се етиологија (лат. etiologia), а механизмом настанка и развојем болести се бави патогенеза (лат. pathogenesis).
Почетак болести може бити изненадан (мождани удар, акутни инфаркт миокарда) или постепен (малигни тумори, каријес, туберкулоза). Постоји подела болести на акутне и хроничне. Акутне болести настају нагло и трају одређени временски период, док је настанак хроничних болести обично постепен и оне могу да трају дуго (понекад и цео живот). Прелаз између ова два облика чине субакутне болести.
Болест је праћена субјективним сметњама или симптомима (лат. symptoma morbi) и знацима (лат. signum morbi). Уобичајена је подела симптома на неспецифичне (опште) и специфичне. Први су заједнички за широку лепезу обољења (умор, повишена температура, главобоља), док се други јављају само код једне или пак мањег броја болести. Патогномонични симптоми су изразито специфични за поједине болести и њихово присуство омогућава лако постављање дијагнозе. У знакове болести се убрајају осипи, црвенила, отоци, жутица, увећање крајника итд. Синдром (лат. syndroma) представља скуп различитих симптома и знакова, који се појављују као једна клиничка слика.
Исход болести може бити тројак: излечење без последица (лат. sanatio ad integrum), излечење са извесним променама и последицама (лат. residua morbi) и смрт (лат. exitus letalis). Као резултат основне болести се могу јавити и друга, још тежа обољења која се називају компликација (лат. complicatio). Поновно јављање исте болести се назива рецидив или релапс (лат. recidivum, relapsus). Термин ремисија (лат. remissio) означава привидно излечење болести, а непотпуно излечење и период опоравка се зове реконвалесценција (лат. reconvalescentio). Рехабилитација (лат. rehabilitatio) представља отклањање или ублажавање извесних поремећаја, који настају као резултат болести.
Поступак препознавања и утврђивања болести се назива дијагноза (лат. diagnosis), а иста се поставља на основу симптома и знакова, односно помоћу анамнезе, физичког прегледа и допунских дијагностичких поступака.

## Болести биљака
Болести биљака су предмет изучавања фитопатологије. Изазивају их бактерије (бактериозе), гљиве (микозе) и вируси (вирозе). Већина биљних болести може проузроковати и велику материјалну штету, па се интензивно проучавају у циљу заштите биљака и животне средине.

## Болести животиња
Болести домаћих животиња не разликују се пуно од болести људи. Многе су заједничке и често се преносе од животиња на људе (тзв. зоонозе). Нарочиту важност имају заразне и паразитне болести. Њихово сузбијање регулисано је законом, због штета које наносе привреди и због опасности по здравље људи. Од болести које нападају коње важна је сакагија, а веома су чести разни поремећаји органа за варење (колике). Код крава су честе туберкулоза, бруцелоза, простретл, шуштавац и пироплазмоза, а доста штете наносе обољења органа за варење (нарочито надув). Козе првенствено обољевају од бруцелозе, а овце од богиња, пироплазмозе, шуге и паразитских болести неких унутрашњих органа (метиљавост). Свиње обољевају од куге, црвеног ветра и бруцелозе. Код паса и мачака у нашим крајевима најважније је беснило, а код пернате живине куга, колера и тифус. Дивље животиње могу такође страдати од разних болести: нпр. зечеви од туларемије, пчеле од пчелињег легла, итд.

## Терминологија

### Концепти
У многим случајевима, термини као што су болест, поремећај, морбидитет и обољење се користе наизменично. Постоје међутим ситуације кад се специфични термини сматрају преферентним.
Болест
Термин болест широко се односи на било коју појаву која нарушава нормално функционисање тела. Из тог разлога, болести су асоциране са дисфункционалним радом телесних нормалних хомеостатичких процеса. Често се термин болест користи у специфичном контексту инфективне болести, које су клинички евидентне болести проистекле услед присуства патогених микробних агенаса, укључујући вирусе, бактерије, гљивице, протозое, мултићелијске организме, и аберантне протеине познате као приони. Инфекција која не производи и неће произвести клинички очигледан поремећај нормалног функционисања, као што је присуство нормалних бактерија и квасаца у цревима, или узгредни вирус, се не сматра болешћу. У контрасту с тим, инфекција која је асимптоматска током инкубационог периода, али за коју се очекује да ће произвести симптоме касније, се обично сматра болешћу. Неинфективне болести су све друге болести, укључујући већину форми канцера, болести срца, и генетичких болести.
Стечена болестболест која почиње у некој тачки током нечијег живота, за разлику од болести која је била присутна већ при рођењу, која се назива конгениталном болешћу. „Стечена” може да звучи као да је „задобијена путем заразе”, мада то једноставно значи да је стечена након рођења. Такође звучи као да се ради о секундарној болести, иако стечена болест може да буде примарна болест.
Акутна болестболест краткотрајне природе (акутна); овај термин понекад такође означава фулминантну природу
Хронична болестболест која је дугорочно стање (хронична)
Конгенитална болестболест која је присутна при рођењу. Она је обично, генетичка и може да буде наследна. Она исто тако може да буде резултат вертикално пренесене инфекције са мајке, као што је сида.
Генетичка болестболест која је узрокована генетичком мутацијом. Она је често наслеђена, мада су неке мутације рандомне и .
Наследна или наслеђена болесттип генетичке болести узроковане мутацијом која је наследна (и може постојати у породицама).
Јатрогена болестСтање болести узроковано медицинском интервенцијом.
Идиопатска болестболест чији узрок је непознат. Како је медицинска наука напредовала, многе болести чији су узроци били раније потпуне мистерије су донекле објашњени (на пример, разјашњено да је аутоимуност узрок неких форми дијабетес мелитуса типа 1, мада још увек нису разјашњени сви молекуларни детаљи тог процеса), или чак екстензивно објашњене (на пример, кад је дошло до сазнања да су чиреви на желуцу често асоцирани са Хеликобактер пилори инфекцијом).
Неизлечива болестболест која не може да буде излечена.
Примарна болестболест која је јавља као основни узрок обољења, за разлику од секундарне болести, која је последица неке друге болести.
Секундарна болестболест која је последица или компликација неке друге болести или основног узрока (главног узрока). Бактеријске инфекције могу да буду примарне (особа је била здрава, али онда су стигле бактерије), или секундарне вирусним инфекцијама или опекотинама, које су предиспониране стварањем отворене ране или ослабљеном имунитета (бактерије се другачије не би успостојале).
Терминална болестболест са смрћу као неизбежним резултатом
Обољења
Обољење се генерално користи као синоним за болест. Међутим, овај термин се повремено користи у специфичном смислу пацијентовог лично искуства његове или њене болести. У том моделу, могуће је да особа има болест иако није болесна (да има објективно одредиво, али асимптоматично, медицинско стање, као што је подклиничка инфекција), и да буде оболела, а да није болесна (као што је кад особа доживљава нормална искуства као медицинско стање, или медикализује ситуације невезане с болешћу у свом животу — на пример, особа која се не осећа добро као резултат осрамоћења, и која интерпретира те осећаје као обољење пре него нормалне емоције). Симптоми болести често нису директни резултат инфекције, већ колекција еволуираних одговора—болесног понашања тела — које помаже у чишћењу инфекција. Такви аспекти болести могу да обухватају летаргију, депресију, губитак апетита, поспаност, хипералгезију, и неспособност концентрисања.
Поремећај
У медицини, поремећај је функционална абнормалност или немир. Медицински поремећаји могу се сврстати у менталне поремећаје, физичке поремећаје, генетичке поремећаје, емоционалне и бихевиоралне поремећаје, и функционалне поремећаје. Термин поремећај се често сматра неутралнијим и мање стигматизујућим од појма болест или обољење, и зато је преферирана терминологија у неким околностима. У случају менталног здравља, термин ментални поремећај се користи као начин признавања сложених интеракција биолошких, друштвених и психолошких фактора у психијатријским стањима. Међутим, термин поремећај се исто тако користи у многим другим областима медицине, првенствено за идентификацију физичких поремећаја који нису узроковани инфективним организмима, као што су метаболички поремећаји.
Здравствено стање
Здравствено стање је широк термин који обухвата све болести, озледе, поремећаје, или непатолошка стања за која се нормално примењују медицински третмани, као што је трудноћа или порођај. Док термин здравствено стање генерално обухвата менталне болести, у неким контекстима се термин специфично користи за означавање било којег обољења, повреде, или болести изузев менталних обољења. Дијагностички и статистички приручник за менталне поремећаје (ДСМ), широко кориштени психијатријски приручник који дефинише све менталне поремећаје, користи термин опште здравствено стање за све болести, обољења и повреде, осим менталних поремећаја. Овакав начин примене се исто тако често среће у психијатријској литератури. Неке полисе здравственог осигурања исто тако дефинишу здравствено стање као било које обољење, повреду, или болест изузев психијатријских обољења.
Будући да је неутралнији од термина као што је болест, термин здравствено стање, овај термин понекад преферирају особе са здравственим проблемима које они не сматрају штетним. С друге стране, због наглашавања медицинске природе стања, овај термин се понекад одбија, као што то чине пропоненти покрета аутистичких права.
Морбидност
Морбидност (од латинског morbidus, са значењем 'болестан, нездрав') је болесно стање, инвалидност, или лоше здравље због било ког разлога. Термин се може односити на постојање било којег облика болести, или на меру у којој здравствено стање утиче на пацијента. Код тешко болесних пацијената, ниво морбидитета се често мери помоћу ИЦУ бодовног система. Коморбидитет је симултано присуство два или више медицинских стања, као што су схизофренија и злоупотреба психоактивних супстанци.
У епидемиологији и актуарској науци, термин „стопа морбидитета” се може односити на било стопу учесталости, или преваленције болести или медицинског стања. Ова мера болести је контрастна са стопом смртности стања, која је пропорција људи умрлих током датог временског интервала. Стопе морбидитета се користе у актуарским професијама, као што су здравствено осигурање, животно осигурање и одигурање дугорочне неге, за одређивање коректних корисничких премија. Стопе морбидитета помажу осигуравачима да предвиде вероватноћу да ће осигураник задобити или оболети од било које од разматраних болести.
Патоза или патологија
Патоза (множина патозе) је синонимна са болешћу. Реч патологија исто тако има тај смисао, у коме је обично користе лекари у медицинској литератури, мада неки едитори преферирају да користе термин патологија у његовим другим значењима. Понека блага конотативна сенка узрокује преферентну употребу патологије или патозе имплицирајући „неки [за сад недовољно анализирани] патофизиолошки процес” уместо болести при чему се мисли на „специфичне ентитете болести као што је дефинирано дијагностичким критеријима који су већ испуњени”. Ово је тешко денотативно квантификовати, али објашњава зашто когнитивна синонимија није непроменљива.
Синдром
Синдром је асоцијација неколико медицинских знака, симптома, или других карактеристика које се често заједно јављају. Неки синдроми, као што је Даунов синдром, имају само један узрок; за њих, називи „синдром” и „болест” могу да буду синонимни. На пример, Шарко–Мари–Тутов синдром се исто тако назива Шарко–Мари–Тутовом болешћу. Други, као што је Паркинсонијски синдром, имају вишеструке могуће узроке. На пример, акутни коронарни синдром није болест већ је манифестација било које од неколико болести, као што је инфаркт миокарда секундаран коронарној артеријској болести. Код низа других синдрома, узрок није познат. Познато име синдрома често остаје у употреби чак и када се пронађе основни узрок, или када постоји више различитих могућих примарних узрока.

### Типови телесних система
Ментални
Ментално обољење је широк, генерички назив за категорију обољења који може да обухвата афективну или емоционалну непостојаност, поремећаје понашања, когнитивне дисфункције или оштећења. Специфичне болести познате као менталне болести укључују клиничку депресију, генерализоване анксиозне поремећаје, схизофренију, и хиперкинетички поремећај, између осталог. Менталне болести могу бити биолошког (нпр. анатомског, хемијског или генетског) или психолошког (нпр. трауматског или конфликтног) порекла. Оне могу да утичу на способност оболеле особе да ради или учи и могу да имају негативан утицај на интерперсоналне односе. Термин лудило је технички кориштен као правни израз.
Органски
Органска болест је она која је узрокована физичком или физиолошком променом неких ткива или органа тела. Овај термин понекад не обухвата инфекције. Он се често користи као контраст менталних поремећаја. Њиме могу да буду обухваћени емоционални и бихевиорални поремећаји ако су они настали услед промена физичких структура или функција тела, као што је случај након можданог удара или трауматске повреде мозга, али не и ако су се јавили због психосоцијалних проблема.